# Eriopyga hyposcota
Eriopyga hyposcota är en fjärilsart som beskrevs av George Francis Hampson 1905. Eriopyga hyposcota ingår i släktet Eriopyga och familjen nattflyn. Inga underarter finns listade i Catalogue of Life.